# Eliseo Quintanilla
Eliseo Antonio „Cheyo” Quintanilla Ortiz (ur. 5 lutego 1983 w La Libertad) – salwadorski piłkarz występujący na pozycji ofensywnego pomocnika, reprezentant Salwadoru.

## Kariera klubowa
Quintanilla wychowywał się w mieście Santa Tecla i jest wychowankiem tamtejszego zespołu Municipal Tecleño. W późniejszym czasie został dostrzeżony przez wysłanników klubu CD FAS z siedzibą w Santa Ana i w barwach tej drużyny jako szesnastolatek zadebiutował w salwadorskiej Primera División. Po kilku miesiącach jego dobre występy zaowocowały powołaniem do reprezentacji kraju, a w styczniu 2001 transferem do CD Águila z San Miguel. Tam od razu został podstawowym piłkarzem ekipy i już w pierwszym sezonie, Clausura 2001, wywalczył z nią pierwszy w karierze tytuł mistrza Salwadoru. W połowie 2002 roku przeszedł do amerykańskiego D.C. United, gdzie występował przez kolejne dwa i pół roku, jednak przez sezonem 2004 doznał poważnej kontuzji, która wykluczyła go z gry na całe rozgrywki, podczas których jego drużyna zdobyła mistrzostwo Major League Soccer.
Wiosną 2005 Quintanilla powrócił do ojczyzny, podpisując umowę ze stołecznym Alianza FC, gdzie występował bez większych sukcesów przez następne sześć miesięcy. Później został zawodnikiem innego klubu ze stolicy, San Salvador FC, którego barwy reprezentował przez następne dwa i pół roku w roli kluczowego zawodnika zespołu, lecz nie zdołał wywalczyć z nią żadnego trofeum. W styczniu 2008 odszedł do kostarykańskiego LD Alajuelense, z którym w ciągu roku zdobył dwa wicemistrzostwa kraju z rzędu; podczas wiosennego sezonu Clausura 2008 i jesiennych rozgrywek Apertura 2008. Po upływie dwunastu miesięcy po raz kolejny wrócił do Salwadoru, gdzie po raz drugi podpisał kontrakt z CD Águila, lecz nie potrafił nawiązać z nim do sukcesów odnoszonych podczas pierwszego pobytu w tej drużynie.
Latem 2009 Quintanilla wyjechał na Cypr, gdzie podpisał kontrakt z Ermisem Aradippou. W Protathlima A’ Kategorias zadebiutował 30 sierpnia 2009 w zremisowanym 0:0 spotkaniu z Anorthosisem Famagusta, lecz przez pół roku mimo regularnych występów w wyjściowej jedenastce ani razu nie zdołał wpisać się na listę strzelców i w styczniu 2010 na zasadzie półrocznego wypożyczenie zasilił meksykańskiego drugoligowca Correcaminos UAT z siedzibą w mieście Ciudad Victoria. Tam również zanotował nieudane sześć miesięcy, po których zdecydował się powrócić do rodzinnego kraju, tym razem zostając graczem CD Luis Ángel Firpo z Usulután. Po roku spędzonym w tym klubie przeszedł do gwatemalskiego CSD Muncipal i w tamtejszej Liga Nacional de Fútbol zadebiutował 9 lipca 2011 w przegranym 1:2 meczu z Xelajú MC, natomiast premierowego gola strzelił 27 listopada tego samego roku w zremisowanej 2:2 konfrontacji z Peñarolem La Mesilla. Jeszcze w tych samych rozgrywkach, Apertura 2011, zdobył ze swoją drużyną mistrzostwo Gwatemali, natomiast pół roku później, podczas sezonu Clausura 2012, został wicemistrzem kraju.
W lipcu 2012 Quintanilla po raz kolejny wrócił do ojczyzny, gdzie został zawodnikiem AD Isidro Metapán. Już w premierowych rozgrywkach w tym klubie, Apertura 2012, zdobył drugie w swojej karierze mistrzostwo Salwadoru, będąc podstawowym piłkarzem ekipy.

## Kariera reprezentacyjna
Swoje występy w barwach narodowych Quintanilla rozpoczął od gry w juniorskich kadrach, za to w seniorskiej reprezentacji Salwadoru zadebiutował za kadencji selekcjonera Carlosa Recinosa, 9 lutego 2000 w przegranym 1:5 meczu towarzyskim z Hondurasem. Premierowego gola w kadrze strzelił 24 stycznia 2007 w wygranym 1:0 sparingu z Danią. W tym samym roku został powołany przez meksykańskiego szkoleniowca Carlosa de los Cobosa na Puchar Narodów UNCAF, gdzie wystąpił we wszystkich pięciu pojedynkach i trzykrotnie wpisał się na listę strzelców w fazie grupowej; raz w spotkaniu z Belize (2:1) i dwukrotnie z Nikaraguą (2:1). Jego drużyna zajęła ostatecznie czwarte miejsce w turnieju. Kilka miesięcy później znalazł się w składzie na Złoty Puchar CONCACAF, na którym rozegrał dwa mecze, zaś Salwadorczycy odpadli z rozgrywek już w fazie grupowej.
Quintanilla brał również udział w eliminacjach do Mistrzostw Świata 2010, na które jego kadra nie zdołała się zakwalifikować, jednak on sam aż sześciokrotnie wpisał się na listę strzelców; dwukrotnie z Panamą (3:1) i raz z Anguillą (12:0), Surinamem (3:0), USA (2:2) oraz Meksykiem (2:1). W 2009 roku po raz kolejny wziął udział w Pucharze Narodów UNCAF, gdzie tym razem rozegrał trzy mecze, a jego kadra ponownie zajęła czwarte miejsce. W tym samym roku został powołany na Złoty Puchar CONCACAF, na którym Salwadorczycy odpadli w fazie grupowej, zaś on sam nie wystąpił w żadnym spotkaniu. W 2011 roku znalazł się w składzie na trzeci już Złoty Puchar CONCACAF, gdzie pojawiał się na boiskach we wszystkich czterech konfrontacjach i strzelił bramkę w meczu fazy grupowej z Kubą (6:1). Jego reprezentacja odpadła natomiast z rozgrywek w ćwierćfinale.
Quintanilla był podstawowym zawodnikiem swojej drużyny narodowej podczas eliminacji do Mistrzostw Świata 2014, występując w siedmiu pojedynkach, nie wpisując się na listę strzelców, za to Salwadorczycy ponownie nie zdołali awansować na mundial.